# Constantin Arvinte
Constantin Arvinte (n. 21 mai 1926, comuna Voinești, județul Iași, Regatul României - d. 1 mai 2021) a fost un compozitor, dirijor și folclorist român.

## Studii
Între anii 1933-1937 face cursul primar în comuna natală, după care urmează între 1937-1945, Școala Normală „Vasile Lupu” din Iași, unde își dezvoltă aptitudinile muzicale cu profesorii: Constantin Baciu - teorie și solfegiu, muzică vocală și corală și Rudolf Podlowski- vioară, flaut, trompetă, orchestră și fanfară.
Între anii 1945-1949 urmează: Conservatorul de Muzică și Artă Dramatică „George Enescu” din Iași, unde îi are ca profesori pe: Constantin Georgescu - armonie, contrapunct și fugă; Constantin Constantinescu - teorie și solfegiu; Antonin Ciolan și Emanuel Elenescu - dirijat: cor și orchestră; Achim Stoia - folclor; George Pascu - istoria muzicii, estetică și forme muzicale; Robert Steckelman - instrumentație și orchestrație; Jenny Itzicovici - pian și Elena Urma - canto.
Imediat, urmează în 1950 Școala militară de muzică-dirijor de fanfară, iar între anii 1954-1957 face studii de perfecționare în domeniul compoziției cu: Zeno Vancea - polifonie modală și Constantin Bugeanu - forme muzicale, instrumentație și orchestrație și Dimitrie Cuclin - compoziție și estetică muzicală. În 1973-1974 frecventează ultimul an la Universitatea de Muzică București, studiind cu profesorul Iosif Csire și își susține examenul de diplomă cu teza: Folclorul muzical românesc în creația cultă (corală) și în spectacolul scenic (ansambluri profesioniste de folclor) - conducător științific Lazăr Octavian Cosma.

## Experiență profesională
- 1946-1949: dirijor al corului mixt al Căminului Cultural „Învățător C. Vasilescu” din comuna Voinești, județul Iași;
- 1949-1950: corist și dirijor de cor Ia Ansamblul MAI din București;
- 1957-1960: secretar muzical, folclorist orchestrator la Ansamblul „Ciocârlia” al MAI (orchestra populară);
- 1960-1965: inspector în cadrul Direcției Muzicii din Ministerul Culturii;
- 1965-1968: secretar muzical la Ansamblul „Ciocârlia”;
- 1976-1979: folclorist în cadrul Institutului de Etnografie și Folclor, București;
- 1979-1984: a revenit ca dirijor al formației artistice „Ciocârlia”.

De-a lungul cariereii sale s-a bucurat de sprijin profesional din partea unor prestigioși maeștri, printre care: D.D. Botez, Mircea Chiriac, Viorel Doboș, Victor Giuleanu, Florin Comișel, Dinu Stelian, Victor Predescu și a colaborat cu muzicieni, dirijori, maeștri coregrafi și folcloriști, ca: Marin Constantinescu, Ionel Budișteanu, George Vancu, Iacob Ciortea, Eugen Gal, Floria Capsali, Gheorghe Popescu-Județ, Gheorghe Baciu, Iacob Lascu, Tamara Cap, Emilia Comișel și alții.

## Compoziții

### Muzică de scenă pentru ansambluri artistice
- La bâlci (1956), fantezie muzical-coregrafică;
- Obiceiuri de iarnă din Moldova (1960), fantezie coregrafică;
- Dansul fetelor din Căpâlna (1961);
- Fantezie coregrafică dobrogeană (1961);
- Sâmbra oșenească (1962), suită de dansuri populare;
- Artizanat moldovenesc (1963), fantezie coregrafică;
- Drăgaica (1964), tablou coregrafic;
- De la Dorna până-n Vrancea (1967), spectacol muzical-coregrafic;
- Rapsodia oltenească (1967);
- Haiducii lui Bujor (1968), teatru folcloric moldovenesc, libretul de Constantin Cârjan;
- Sărbătoarea liliacului (1968), suită coregrafică de jocuri populare oltenești;
- Florile Bihorului (1969), suită coregrafică de dansuri populare ardelenești;
- Trei mândruțe, româncuțe (1969), rapsodie coregrafică;
- Ciuleandra (1969), scenă coregrafică;
- Pe aripile rapsodiei (1970), spectacol de cântece și dansuri;
- Legendă și dor (1971), spectacol muzical-coregrafic;
- Pe plaiurile Mioriței (1972), spectacol muzical-coregraf ic;
- Pe acest pământ (1975), muzică de scenă, libretul de Isidor Râpă și Iosif Capoceanu;
- Primăvara pe Mara (1978), tablou coregrafic;
- La popasul dorului (1979), spectacol muzical-coregrafic;
- Triptic coregrafic românesc (1983), spectacol muzical-coregrafic;
- Cântă ciocârlie (1986), spectacol muzical-coregrafic;
- Nunta Zamfirei (1986), poem coregrafic.

### Muzică vocal-simfonică
- Balada lui Pintea Viteazul (1961), pentru solist, cor mixt și orchestră, versuri populare;
- Cantata patriei (1964), pentru soliști, cor mixt și orchestră, versuri de Florin Raba;
- Poem maramureșean (1965), pentru soliști, cor mixt și orchestră, versuri de Valentin Munteanu;
- Te cântăm, străvechi pământ (1969), poem-cantată pentru soliști, cor mixt și orchestră, primă audiție, București, 31 iulie 1969, Ansamblul „Ciocârlia”, Constantin Arvinte;
- Slavă, partidului lumină (1971), cantată, versuri de Mircea Block, primă audiție, Craiova, 9 mai 1971, Filarmonică, Theodor Costin;
- Balada unui popor viteaz (1978), pentru bariton, recitator, grup coral și orchestră, versuri de Angel Cârstea;
- Balada omagială (1980), pentru soliști, grup coral și orchestră, versuri de Angel Cârstea;
- Baladă despre Tudor Vladimirescu (1981), pentru soliști, grup coral și orchestră, versuri de Ioan Meițoiu;
- Soarele libertății (1984), pentru tenor (mezzosoprană) și orchestră, versuri de Crișan Constantinescu;
- E toată țara-n sărbătoare (1985), pentru altistă și orchestră, versuri de Nicolae Dragoș.

### Muzică simfonică
- Simfonieta pentru orchestră de coarde (1960);
- Suită simfonică (1961);
- Joc din Oaș (1964), dans simfonic;
- Doină și joc în stil românesc (1971), pentru 12 viori;
- Cântări străbune (1978), preludiu simfonic, primă audiție, Brăila, 1978, Orchestra „Lyra”, Nicu Teodorescu;
- Fantezie concertantă românească (1983), pentru cvintet instrumental și orchestra primă audiție, Nijmegen (Olanda), 24 februarie 1984, Orchestra simfonică, Jan Cober;
- Corăghiasca din Hârlău (1985), dans simfonic;
- Coloana infinită (1985), piesă pentru orchestră simfonică;
- Suita sătmăreană (1986) pentru oboi și orchestră de coarde.

### Muzică pentru fanfară
- Plaiuri românești (1981);
- Sârba în căruță (1981), prelucrare.

### Muzică de cameră
- Triptic românesc (1984), pentru sextet instrumental;
- Cântări străbune (1985), suită pe teme de colinde pentru cvartet de coarde;
- Melancolie (1986), pentru cvartet de coarde.

### Muzică corală
- Sub flamura partidului (1959), cor mixt, versuri de Ion Socol, București, 1960;
- Partid viteaz (1960), cor mixt, versuri de Ion Socol, în Tomegdalok (Massenlieder), București, 1962;
- Veghez (1961), pentru 3 voci egale, versuri de Nicolae Dumbravă, în De ziua ta, republică, București, 1962;
- Poem coral pentru mineri (1962), pentru cor mixt, versuri de Florin Raba;
- Hăulita oltenească (1966), pentru cor mixt și pian (orchestră populară), versuri populare;
- Cununa spicelor (1966), pentru cor mixt și pian (orchestră populară), versuri populare;
- Republică, izvor de frumuseți (1966), pentru cor mixt, versuri de Ioan Meițoiu;
- În cetatea Sucevei (1968), pentru cor mixt și pian (orchestră), versuri de Mircea Block;
- Ia-mi tăicuță, papucei (1968), pentru soprană, cor mixt și pian (orchestră populară), versuri populare;
- Triptic maramureșean (1969), pentru cor mixt și percuție, versuri populare;
- Odă eroilor țării (1972), poem coral pentru cor mixt a cappella;
- În ceas de foc al marilor victorii (1973), poem coral pentru cor mixt a cappella, versuri de Nicolae Dolângă și Mihail Cosma;
- Suntem tineri militari (1974), pentru cor bărbătesc și pian (orchestră), versuri de Ion Socol;
- Țării șarje de oțel (1974), pentru cor mixt a cappella, versuri de Nicolae Nasta în Cântecul, prietenul nostru, București, 1984;
- Spune inimioară (1975), pentru soprană și cor mixt;
- Diptic maramureșean nr. 1 (1976), prelucrare de folclor pentru cor mixt, versuri populare, în Cântece pentru pionieri și școlari, București, 1976;
- Diptic maramureșean nr. 2 (1976), prelucrare de folclor pentru cor mixt, versuri populare;
- Republică înnoitoare țară (1976), pentru cor mixt, versuri de Nicolae Nasta;
- La Mărășești (1976), pentru cor mixt și pian, versuri de Ioan Meițoiu, în Flamura neatârnării, București, 1977;
- Balada gornistului de la Plevna (1977), pentru bariton și pian (orchestră), versuri de Ioan Meițoiu;
- Ciuta (1978), pentru 3 voci feminine, versuri populare;
- În frumoasa Românie (1978), poem pentru cor mixt, versuri de Ioan Meițoiu; București, 1978;
- Balada unui popor viteaz (1978), pentru solist, grup vocal și pian (orchestră), versuri de Angel Cârstea;
- Frumoasă ești liberă, țară (1979), pentru cor mixt, versuri de Ioan Meițoiu, București, 1979;
- Odă în metru antic (1979), pentru cor mixt, versuri de Mihai Eminescu;
- Țara (1979), madrigal pentru cor mixt, versuri de Sergiu Adam, București, 1979;
- Pe uitate cărărui (1980), pentru cor de femei, versuri de Sergiu Adam, București, 1979;
- Hăulita oltenească (1980), prelucrare de folclor pentru cor de fete, versuri populare;
- Dragu-mi-i veselia (1981), prelucrare de folclor pentru cor mixt, versuri populare;
- Țara își făurește visul (1983), pentru cor mixt și pian (orchestră), versuri de Angel Cârstea, București, 1983;
- La izvor de poartă albă (1983), pentru cor de femei, versuri de Ion Cozmei;
- Când te cheamă țara (1984), pentru bariton, cor bărbătesc și pian (orchestră), versuri de Mircea Block, București, 1984;
- Congresul Comuniștilor Români (1984), pentru cor mixt și pian (orchestră), versuri de Angel Cârstea, București, 1985;
- Drum înalt (1985), pentru cor mixt a cappella, versuri de Teofil Bălaj;
- Coborât-o, coborâtu’ (1985), prelucrare de folclor pentru cor bărbătesc, versuri populare;
- Diptic buzoian (1986), prelucrare de folclor pentru cor de fete, vioară și pian, versuri populare;
- Revedere (1986) madrigal pe versuri de Mihai Eminescu.

### Culegeri de folclor
- Jocuri populare românești, București, 1959 (în colaborare cu Gh. Popescu-Județ);
- Jocuri populare, din regiunea București, București, 1961 (în colaborare cu Gh. Popescu-Județ);
- Jocuri populare din regiunea Argeș, București, 1963 (în colaborare cu Gh. Popescu-Județ);
- Maramureș, viață nouă, Baia Mare, 1965 (în colaborare cu Isidor Râpă);
- Jocuri populare din regiunea Dobrogea, Constanța, 1967 (în colaborare cu Gh. Popescu-Județ);
- Ceteră, lemnul de dor. Melodii instrumentale, Baia Mare, 1968 (în colaborare cu Isidor Râpă);
- Câtu-i Maramureșu’, Baia Mare, 1971 (în colaborare cu Isidor Râpă).

## Premii de creație și distincții
- Ordinul Muncii clasa a III-a (12 decembrie 1957) „pentru merite deosebite în muncă”[1]
- Ordinul „Meritul Cultural” clasa a III-a (19 decembrie 1967) „cu prilejul împlinirii a 20 de ani de la înființarea ansamblului de cîntece și dansuri «Ciocîrlia» al Ministerului Afacerilor Interne, [...] pentru merite deosebite și îndelungată activitate artistică”[2]

- 1976 - Premiul II (ex-aequo) la Concursul Internațional de Cânt Coral Tours, Franța;
- 1996 - Premiul pentru întreaga activitate artistică a interpreților acordat de Fundația „Mihail Jora”;
- 1997 - Mențiune excepțională pentru creație corală, Festivalul de creație și interpretare religioasă;
- 1998 - Premiul UCMR pentru creație corală miniaturală (Pre tine te lăudăm);
- 2001 - Diploma de excelență, Fundația Culturală „Ethnos”;
- 2004 - Ordinul Meritul Cultural în grad de ofițer acordat de președintele României.[3]